# Ctenomys maulinus
Espèce
Statut de conservation UICN

 LC  : Préoccupation mineure
Ctenomys maulinus est une espèce qui fait partie des rongeurs de la famille des Ctenomyidae. Comme les autres membres du genre Ctenomys, appelés localement des tuco-tucos, c'est un petit mammifère d'Amérique du Sud bâti pour creuser des terriers. On rencontre cette espèce en Argentine et au Chili.
L'espèce a été décrite pour la première fois en 1872 par le naturaliste germano-chilien Rodolfo Amando Philippi (1808-1904).

## Liste des sous-espèces
Selon Mammal Species of the World (version 3, 2005)  (14 avril 2013) :
- sous-espèce Ctenomys maulinus brunneus
- sous-espèce Ctenomys maulinus maulinus